# منطقه کلان‌شهری تولیدو
منطقه کلان‌شهری تولیدو (به انگلیسی: Toledo metropolitan area) یک منطقهٔ مسکونی در ایالات متحده آمریکا است که در تولیدو، اوهایو واقع شده‌است. منطقه کلان‌شهری تولید و ۵۰۷٬۶۴۳ نفر جمعیت دارد.